# NGC 2415

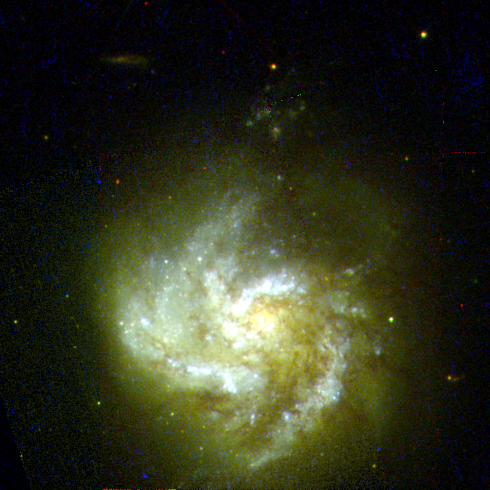
NGC 2415 par le télescope spatial Hubble.

NGC 2415 est une galaxie irrégulière de type magellanique située dans la constellation des Gémeaux. NGC 2415 a été découverte par l'astronome germano-britannique William Herschel en 1790.

## Caractéristiques
La classe de luminosité de NGC 2415 est V-VI et elle présente une large raie HI.

### Distance
Sa vitesse par rapport au fond diffus cosmologique est de 3 935 ± 12 km/s, ce qui correspond à une distance de Hubble de 58,0 ± 4,1 Mpc (∼189 millions d'al).

### Luminosité dans l'infrarouge
La luminosité de la galaxie NGC 2415 dans l'infrarouge lointain (de 40 à 400 µm)  est égale à 5,75 × 1010 {\displaystyle L_{\odot }} (1010,76{\displaystyle L_{\odot }}) et sa luminosité totale dans l'infrarouge (de 8 à 1 000 µm) est de 8,32 × 1010 {\displaystyle L_{\odot }} (1010,92{\displaystyle L_{\odot }}).
Note : sur l'image prise par le télescope spatial Hubble, le centre de NGC 2415 a l'apparence d'une galaxie spirale barrée entouré d'un nuage d'étoiles. La base de données Simbad mentionne que NGC 2415 est une galaxie compacte bleue, un type de galaxie à sursaut de formation d'étoiles.

## Supernova
Deux supernovas ont été découvertes dans NGC 2415 : SN 1998Y et SN 2000C.

### SN 1998Y
Cette supernova a été découverte le 16 mars 1998 par W. Li, M. Modjaz, R. R. Treffers, et A. V. Filippenko dans le cadre du programme LOSS (Lick Observatory Supernova Search) de l'observatoire Lick. Cette supernova était de type II.

### SN 2000C
Cette supernova a été découverte le 8 janvier 2000 indépendamment par les astronomes amateurs britannique Steven Foulkes et italien Marco Migliardi membre de l'association CROSS de l'association astronomique de Cortina. Cette supernova était de type Ic.  

## Groupe de NGC 2415
NGC 2415 fait partie d'un groupe d'au moins 9 membres qui porte son nom. Les huit autres galaxies du groupe de NGC 2415 sont NGC 2444, NGC 2445, NGC 2476, NGC 2493, NGC 2524, NGC 2528, UGC 3937 et UGC 3944.